# Åge Vogel-Jørgensen
Åge Vogel-Jørgensen, född 20 juni 1888 på Frederiksberg, död 2 oktober 1964 i Hellerup, var en dansk målare och överlärare.
Han var son till läraren Hans Georg Ludvig Vogel-Jørgensen och Anna Nathalie Hoffmann och från 1926 gift med Ellen Helene Tage-Jensen. Efter avlagd lärarexamen 1909 tjänstgjorde Vogel-Jørgensen från 1912 som lärare vid Frederiksbergs skolor där han pensionerades som överlärare 1957. Han studerade konst vid Giersings målarskola i Köpenhamn 1919–1921 samt genom självstudier under resor till Tyskland och Frankrike 1922–1923. Han tilldelades Guggenheimpriset 1960. Han målade till en början i en expressionistisk stil som med åren blev alltmer abstraherat och koloristiskt sparsmakade. Många av sina motiv hämtade han från Skälderviken i Skåne där han vistades under sommarmånaderna. Vid mitten av 1950-talet övergick han till ett nonfigurativt måleri. Separat ställde han ut i Köpenhamn och han medverkade i ett flertal samlingsutställningar med dansk konst i Danmark han var bland annat representerad i Kunstnernes Efteraarsudstilling ett par gånger. Han medverkade i en samlingsutställning med dansk konst som visade i Göteborg 1950. En minnesutställning med hans konst visades i Köpenhamn 1965. Vogel-Jørgensen är representerad vid bland annat Statens Museum for Kunst, Århus museum, Randers Museum, Louisianamuseet, Storstrøms Kunstmuseum, Esbjerg Kunstmuseum, Holstebro Kunstmuseum och Göteborgs konstmuseum.